# Lingstjärnet
Lingstjärnet är en sjö i Bengtsfors kommun i Dalsland och ingår i Göta älvs huvudavrinningsområde. Sjön har en area på 0,12 kvadratkilometer och ligger 201,5 meter över havet.

## Delavrinningsområde
Lingstjärnet ingår i det delavrinningsområde (655761-129874) som SMHI kallar för Utloppet av Västra Solsjön. Medelhöjden är 182 meter över havet och ytan är 9,13 kvadratkilometer. Det finns inga avrinningsområden uppströms utan avrinningsområdet är högsta punkten. Vattendraget som avvattnar avrinningsområdet har biflödesordning 4, vilket innebär att vattnet flödar genom totalt 4 vattendrag innan det når havet efter 209 kilometer. Avrinningsområdet består mestadels av skog (69 procent). Avrinningsområdet har 2,05 kvadratkilometer vattenytor vilket ger det en sjöprocent på 22,5 procent.